# Biserica Nașterea Maicii Domnului din Poiana-Dolhasca

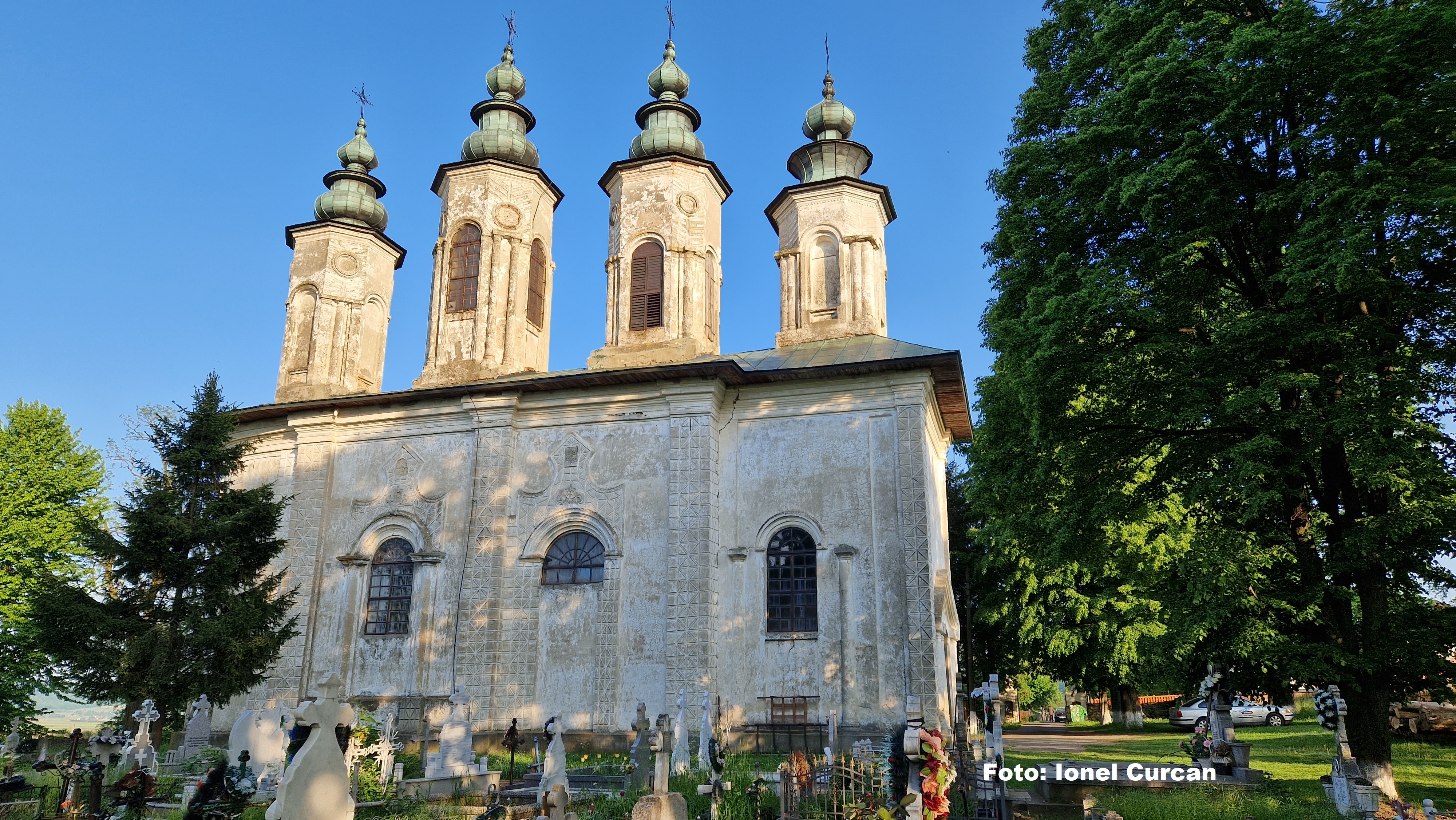
Biserica din Poiana Răftivanului - vedere dinspre nord.

Biserica "Nașterea Maicii Domnului" din Poiana este un lăcaș de cult ortodox din satul Poiana, aflat la periferia orașului Dolhasca (județul Suceava). Ea a fost construită la mijlocul secolului al XIX-lea de către boierii Răftivanu și se remarcă prin cele patru turle albe care au forma a patru degete de la o mână.
Biserica a fost inclusă pe Lista monumentelor istorice din județul Suceava din anul 2015, având codul de clasificare  SV-II-m-B-05585. 

## Istoric

### Ctitorirea
La jumătatea secolului al XIX-lea, pădurea era extrem de întinsă pe teritoriul actualului sat Poiana, faldurile ei părând a fi fără margini. În preajma anului 1840, stăpânirea moșiei revenise fraților Lupu și Nicolae Răftivanu, care moșteniseră un întins perimetru arabil și de păduri, de peste 300 de hectare. Prin Poiana Răftivanului trecea și o variantă a drumului ce înainta spre comuna Bosanci. 
Într-o poiană aflată pe un vârf de deal împădurit, boierul Lupu Răftivanu a construit un han care a dispărut odată cu apariția căii ferate ce face legătura între Pașcani și Suceava. Pe la anul 1850 hanul de aici a fost reconsolidat cu piatră și cu cărămidă și acoperit cu țiglă. De existența lui sunt legate și câteva povestiri care vorbesc de haiduci, potere și locuri de tabere. După Revoluția din decembrie 1989, ultimele ruine ale hanului au dispărut, fiind probabil luate de către țăranii care-și construiau case. 
Pe lângă han, în perioada 1846-1848, boierii Răftivanu au construit și o biserică impunătoare cu patru turle, ce servește astăzi ca biserică parohială și de cimitir. Prezența hanului și a bisericii a determinat formarea unei localități ce a purtat o lungă perioadă numele de Poiana Răftivanului. Vechimea bisericii este atestată și de un clopot care datează din 1847.
Conform tradiției, boierul Lupu Răftivanu a scăpat din război fără degetul mare de la mână, care fusese zdrobit de un glonte.  În semn de mulțumire către Dumnezeu că a rămas în viață, a comandat realizarea unei biserici. El a fost întrebat de meșteri cum să facă biserica, iar boierul a ridicat mâna și, ținând cele patru degete întinse în sus, a zis: "Uite așa". Deși boierul a vrut să arate înspre locul unde să se construiască, meșterii nu au înțeles și au crezut că așa trebuie să arate noua construcție. Lăcașul de cult a fost ridicat după fantezia meșterilor, dar el a fost pe placul ctitorilor. 
Biserica are o înălțime de 45 metri de la sol la turle și patru turle care păstrează proporția celor patru degete de la mână. Ea a fost pictată pe interior, iar toate ramele icoanelor au fost aurite. Ctitorii intenționau să facă aici o mănăstire de călugări, ei începând construirea unui gard din piatră în jurul bisericii (înalt de 3 metri și gros de aproape 2 metri) și a unui corp de clădire, care trebuia să adăpostească, pe lângă trapeză, și câteva chilii.

### Devastări și reparații
După moartea fraților Răftivanu, osemintele lor au fost depuse într-o cutie ce se afla în biserică. Ele erau scoase în fața credincioșilor la fiecare slujbă și se pomenea numele lor.  Unul dintre moștenitorii Răftivanilor a fost comisul Gheorghe Sterea (1853-1940), nepotul lor. El luptase în războiul pentru independență și fusese acuzat de lezmajestate. Boierul Sterea este considerat al treilea ctitor, el adăugând bisericii, în anul 1914, sticla de cristal la ferestre și tabla de cupru pentru acoperiș, adusă din Austria.  În primul război mondial, prin 1918, cazacii au intrat călare în biserică, minunându-se de frumusețea ei. 
În perioada celui de-al doilea război mondial, prin 1944-1945, lăcașul de cult a fost folosit de Armata Sovietică pe post de 
magazie și grajd pentru peste 100 porci. Pe atunci, în jurul bisericii era o livadă, iar in jurul livezii era gard viu de nuci. Rușii au tăiat toți nucii și au devastat biserica, aruncând cărțile și obiectele de cult. Au împroșcat cu un stingător pe icoane și pe catapeteasmă. De asemenea, i-au lăsat pe porci să intre în biserică, ei distrugând cutia cu osemintele fraților Răftivanu, pe care au început să le mănânce. S-a reușit să se salveze câteva oseminte ale boierilor care au fost apoi îngropate în curte. 
În anii de după cel de-al doilea război mondial, boierul Manu Stere a fost obligat să lase în paragină conacul boieresc, chiliile și moșia din Poiana Răftivanului și să plece în lumea largă.
În anul 1948, în timpul păstoririi parohului Neculai Gherghina, au început lucrări de reparație ale bisericii, pe cheltuiala localnicilor. S-au efectuat lucrări de consolidare a temeliei. Bătrânul Gheorghe Toader Beraru (născut în 1906) își amintește că deși preotul le-a atras atenția meșterilor zidari și zugravi să nu fumeze în biserică, unul dintre aceștia cu numele de Petre Cobzaru nu l-a ascultat. "Într-una din zile, stătea în fața altarului și, fumând, mesteca în var. Cerul era senin, era soare, când, dintr-o dată, pe cer au apărut doi nori. Nu a plouat, nu a fost furtună. S-a auzit (sic!) doar două trăsnete. Al doilea fulger a trecut prin geamul bisericii, a căzut în fața lui Petre Cobzaru după care, din piatră, a ricoșat, a trecut pe lângă o icoană și s-a oprit într-un cui dintr-o grindă. Fulgerul a topit cuiul, dar de ars nu a ars nimic. Preotul a zis apoi: Vedeți ce minune?". De atunci, nimeni nu mai intră cu țigări sau cu băutură în biserică, chiar și coșurile cu bucate și cu vin se sfințesc numai afară. 
În anul 1985, la îndemnul autorităților de atunci care le spuneau sătenilor că trebuie să distrugă tot ce-i boieresc, locuitorii din Poiana și cei din satele vecine au distrus zidul împrejmuitor al bisericii, din care nu a mai rămas decât temelia. Ei au luat cărămizile și le-au folosit la construirea de case. Ulterior, s-a construit un gard nou, metalic.

### Starea actuală
În prezent, biserica se află într-o stare avansată de degradare. Acoperișul are fisuri, cauzate de trăsnete, prin care se infiltrează apa în interiorul său, în zona turlei naosului și deasupra altarului. Prin găurile din streașină, intră ciori în podul bisericii. În primul deceniu al secolului al XXI-lea a apărut o fisură în axul absidei altarului, de sus până jos, care amenință dislocarea zidurilor. Ca urmare a infiltrațiilor apei de ploaie, tencuiala din interiorul bisericii se macină. S-a înaintat un memoriu la Direcția de Cultură, Culte și Patrimoniul Cultural Național Suceava prin care s-a solicitat ajutor înainte de a se deteriora mai grav biserica. Se impune consolidarea zidurilor, înlocuirea învelitorii și refacerea streșinii. 
În ianuarie 2009, într-un articol din ziarul "Obiectiv de Suceava" se aducea la cunoștință faptul că preotul Gabriel Botezatu, paroh la biserica monument istoric de la Poiana-Dolhasca, este cercetat penal de Compartimentul de protejare a patrimoniului cultural național din cadrul Serviciului de Investigații Criminale al IPJ Suceava pentru încălcarea prevederilor Legii 50/1991 republicată, articolul 24, care sancționează intervenția asupra monumentelor istorice fără acceptul autorităților de profil. Preotul este acuzat că a dispus revopsirea catapetesmei bisericii din albastru în auriu, fără avizul Direcției de Cultură, Culte și Patrimoniu. 
În ruinele clădirii ridicate în secolul al XIX-lea a fost amenajată casa parohială. Au fost reparate zidurile și întărite cu beton, montându-se o centrală termică.  Comunitatea locală este mică, în sat locuind în jurul a 120 de familii, dintre care trei sferturi sunt bătrâni, iar 50 de persoane sunt singure. 
În partea de est a bisericii, lângă peretele altarului, se află mormântul modest al boierului Gheorghe Sterea (1853-1940), considerat ctitor al bisericii.

## Arhitectura bisericii
Biserica este construită din piatră nefasonată, cu intervenții din piatră fasonată și cărămidă fasonată plină. Pereții exteriori sunt tencuiți, având profile și muluri în manieră neo-greacă. Edificiul are un acoperiș simplu, în patru ape, cu o învelitoare din tablă de cupru. Din cele patru turle dispuse în linie, cu acoperișurile în formă de „bulb de ceapă” cu baze amplificate, numai două sunt folosite, turla doi pentru clopotniță și turla trei pentru amplificarea pe verticală a volumului naosului (având un balcon pentru enoriași când naosul este plin de oameni). 
În interior, biserica este alcătuită din patru încăperi: privor, pronaos, naos și altar. Pereții bisericii au grosimea de 1,70 m la pridvor și naos și peste 2 m la altar și pronaos. Scara pe unde se urcă la cafas (balcon) și, mai sus, la clopotniță se află dispusă în zidul nordic al pronaosului.
Lăcașul de cult nu este pictat, ci doar tencuit. Printre elementele sculptate cu măiestrie sunt catapeteasma din lemn de tei, cu un motiv ornamental în formă de frunză de stejar, și amvonul. 

## Imagini

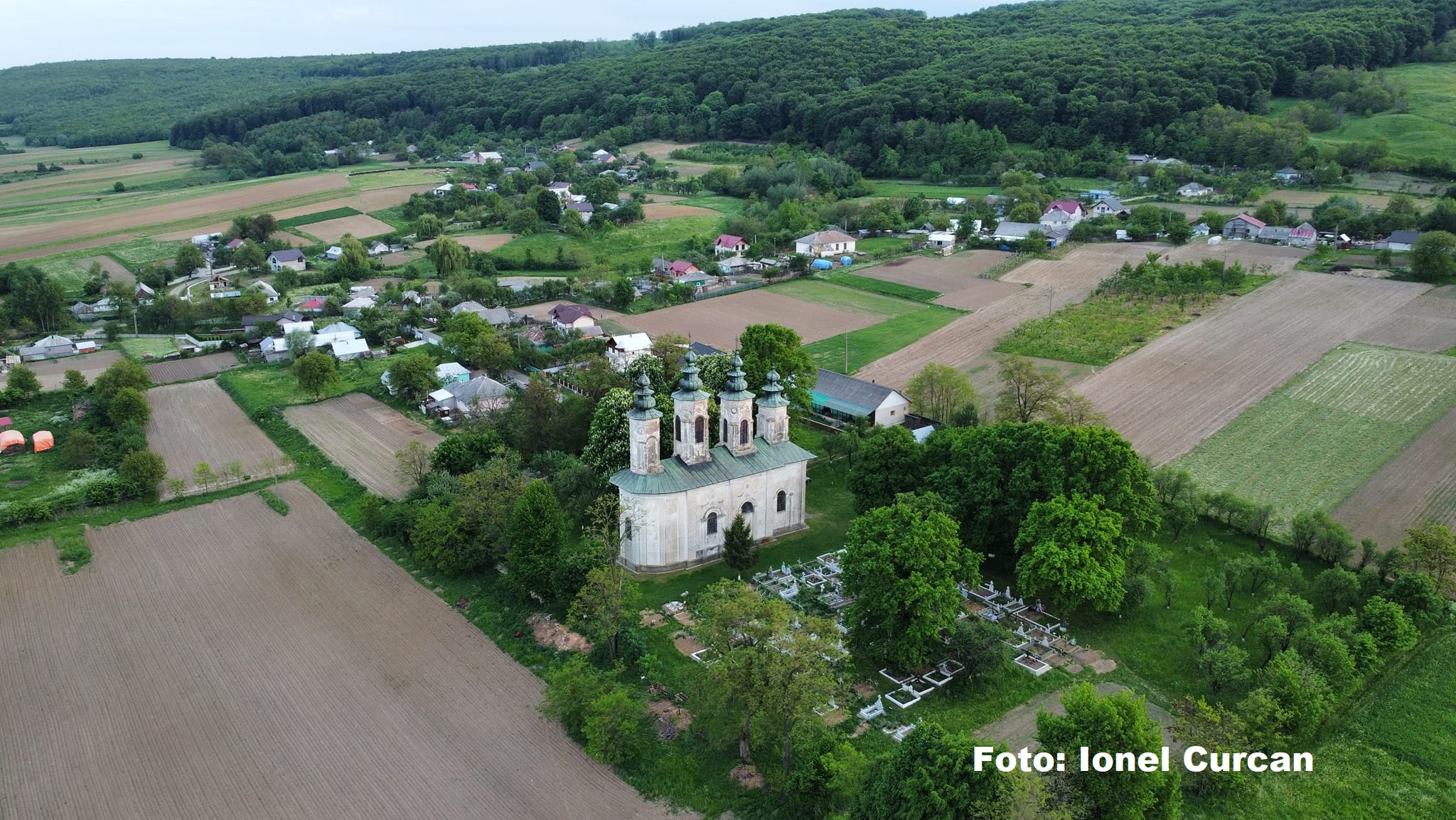
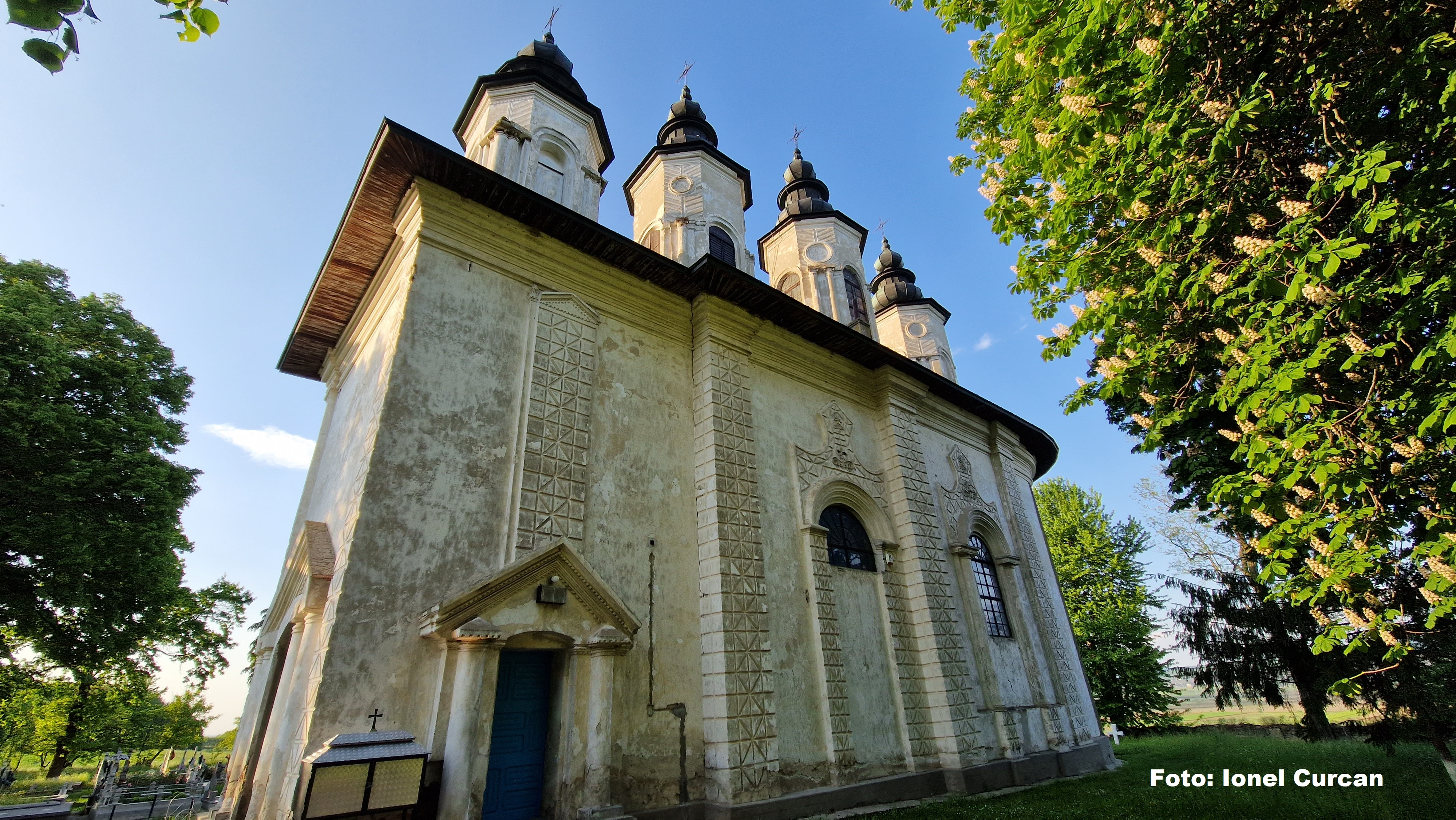
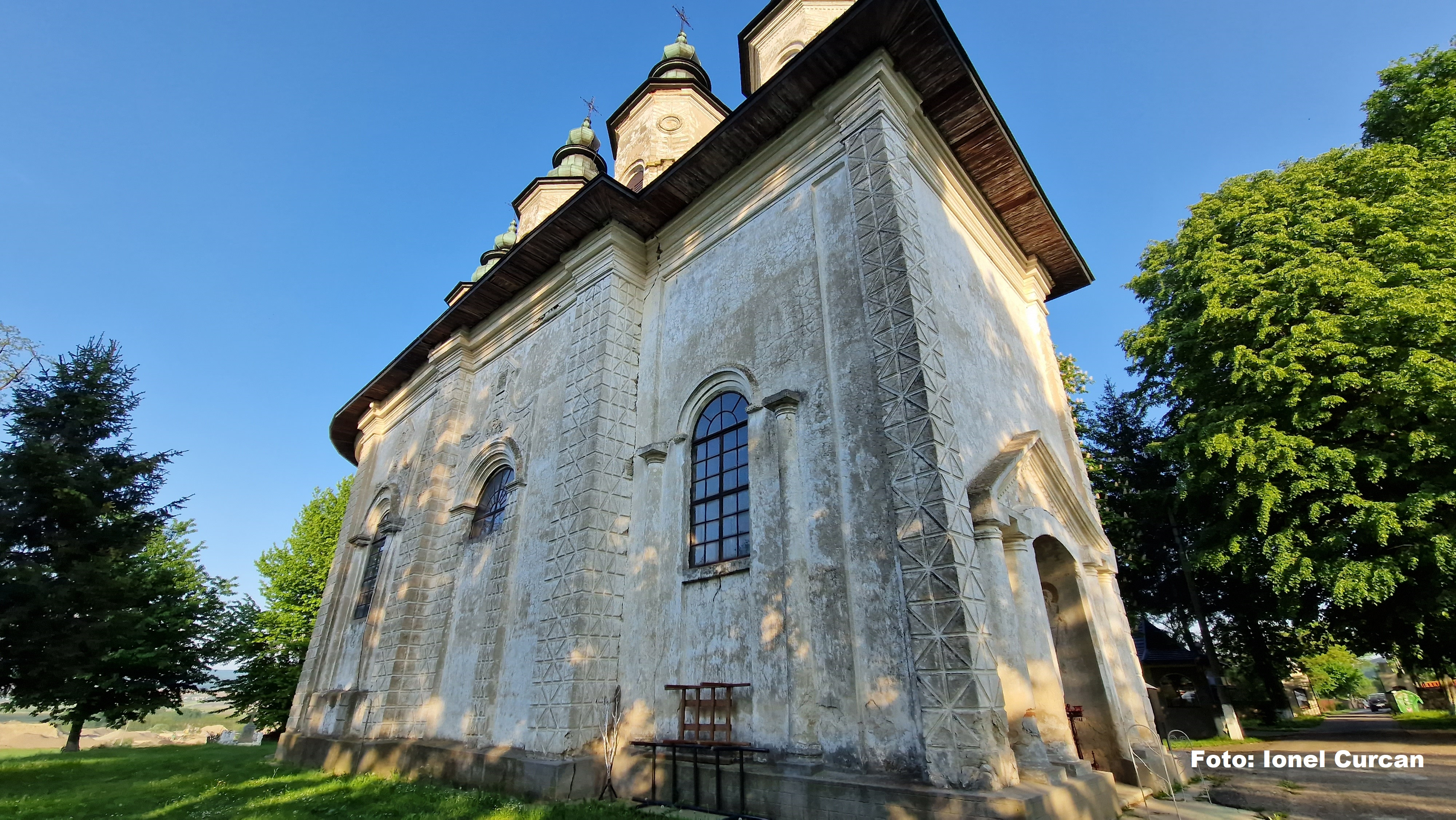
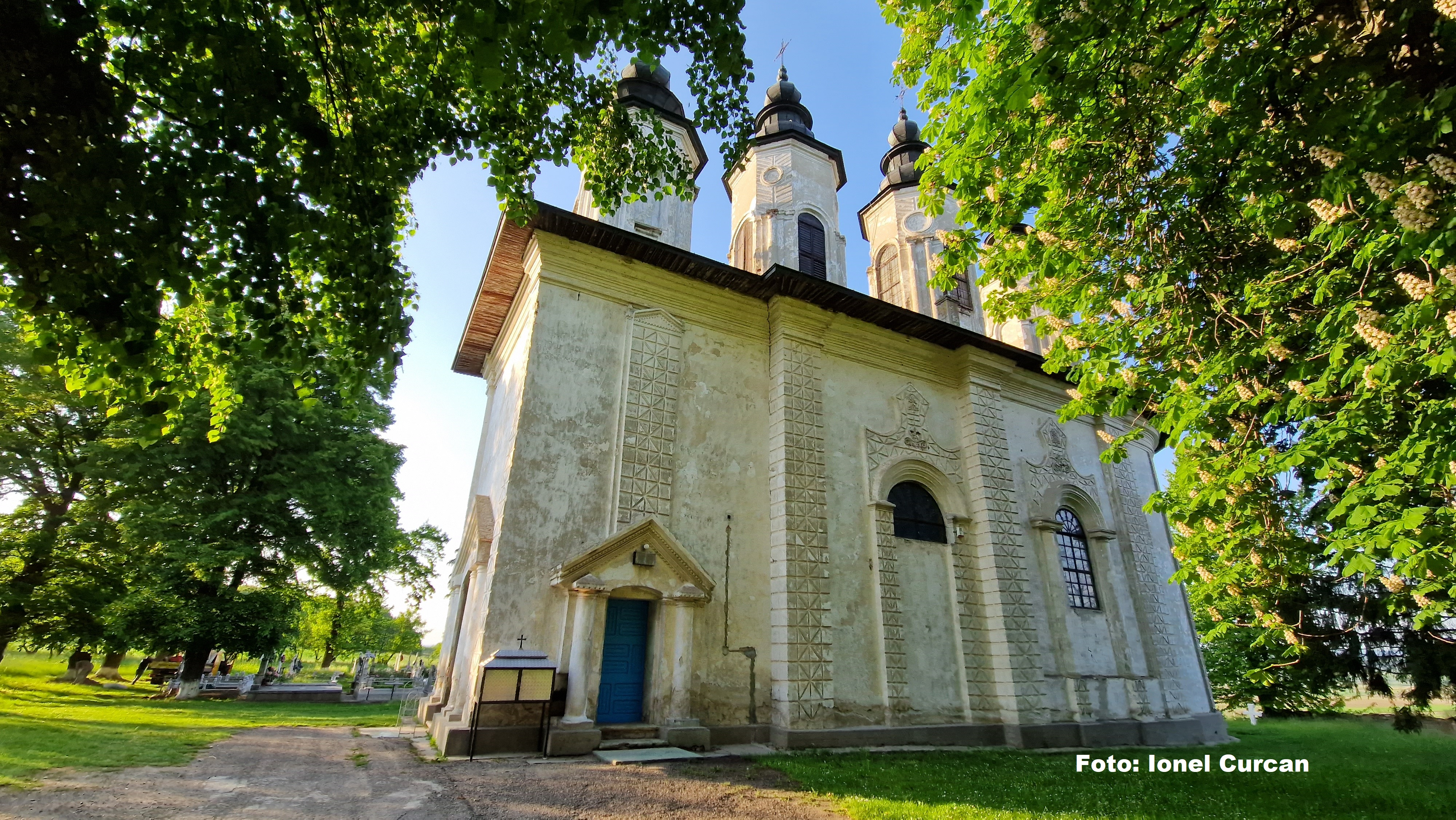
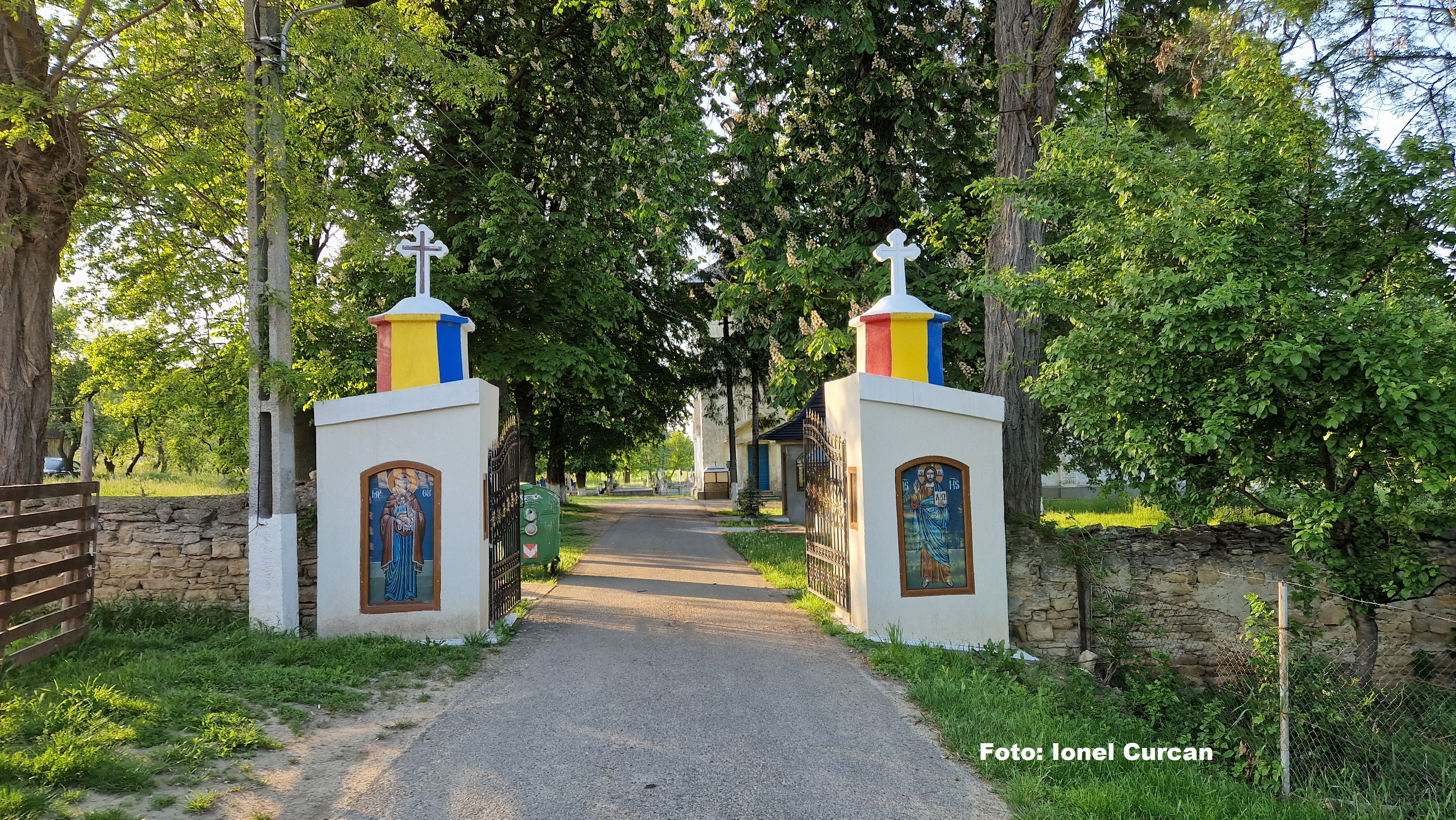
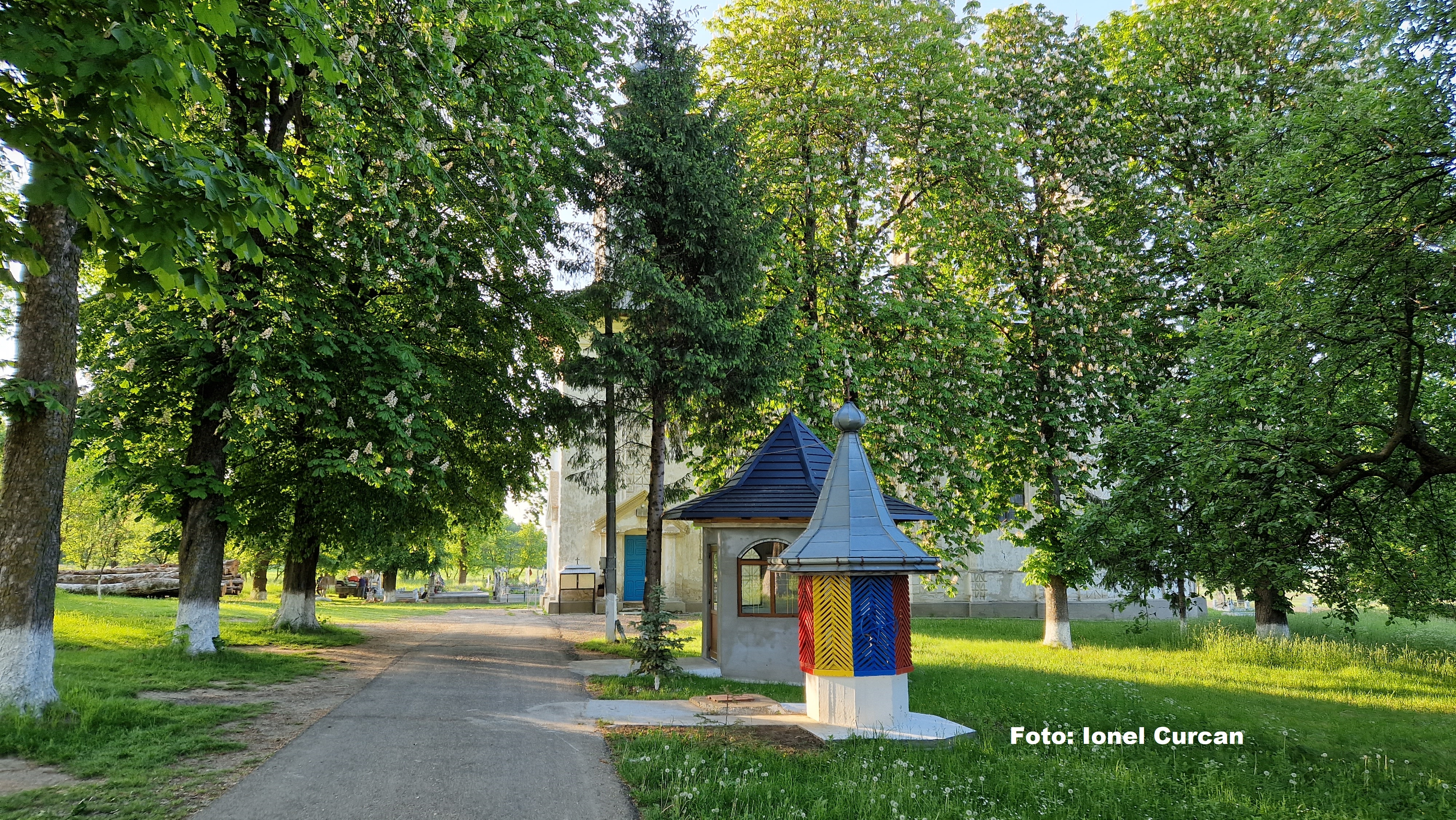
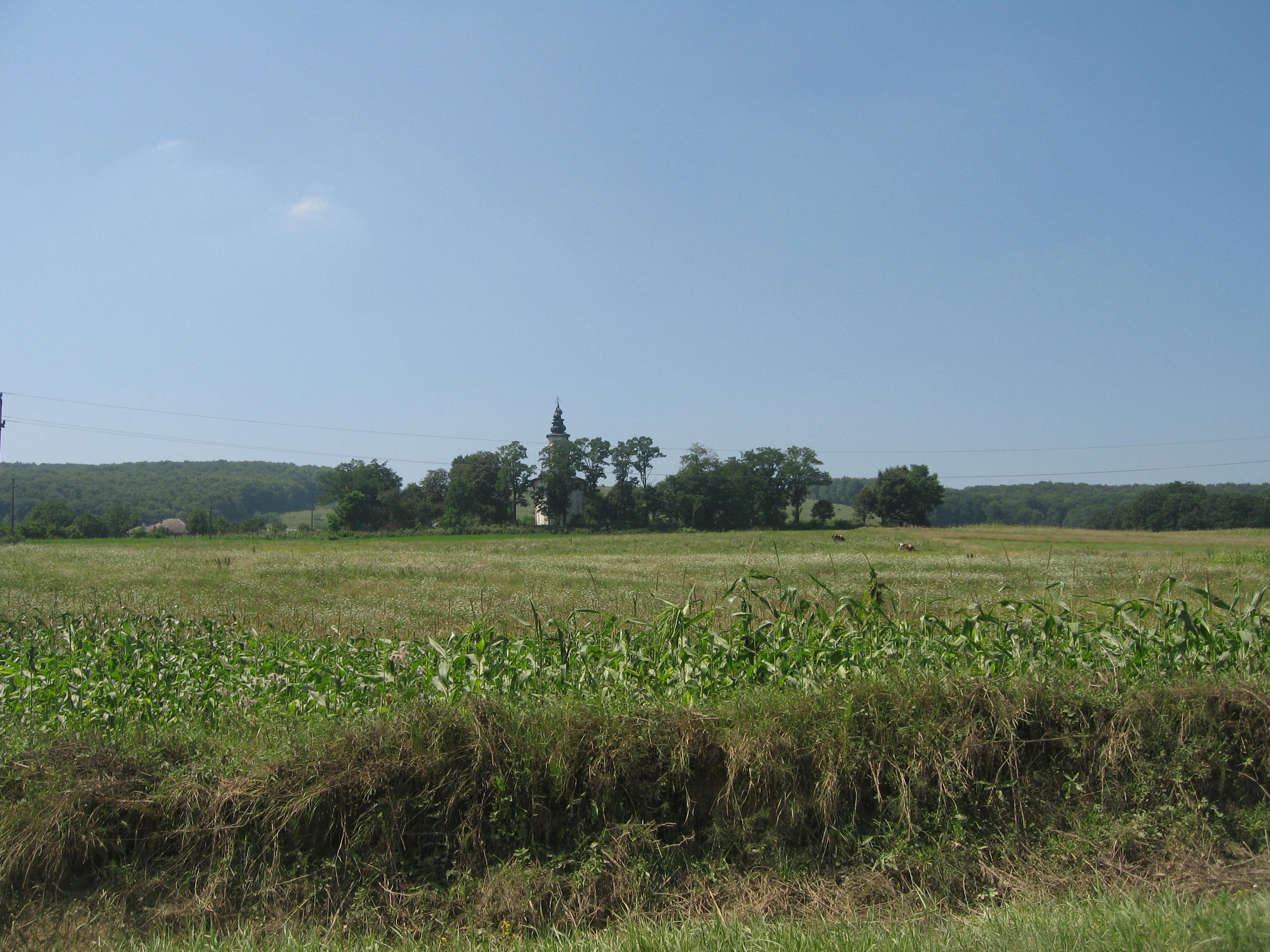
Biserica văzută de la șosea
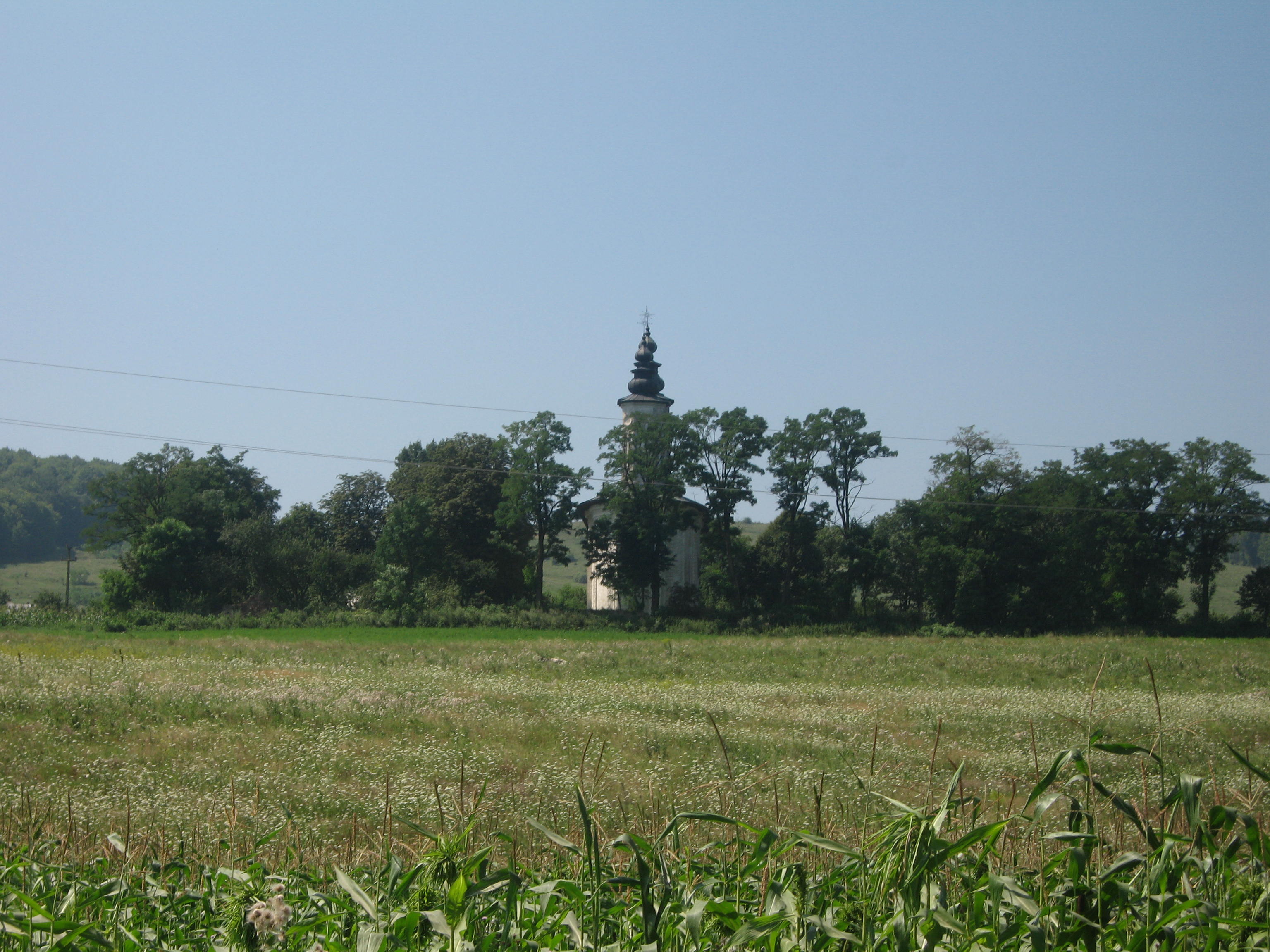
Biserica văzută de la șosea
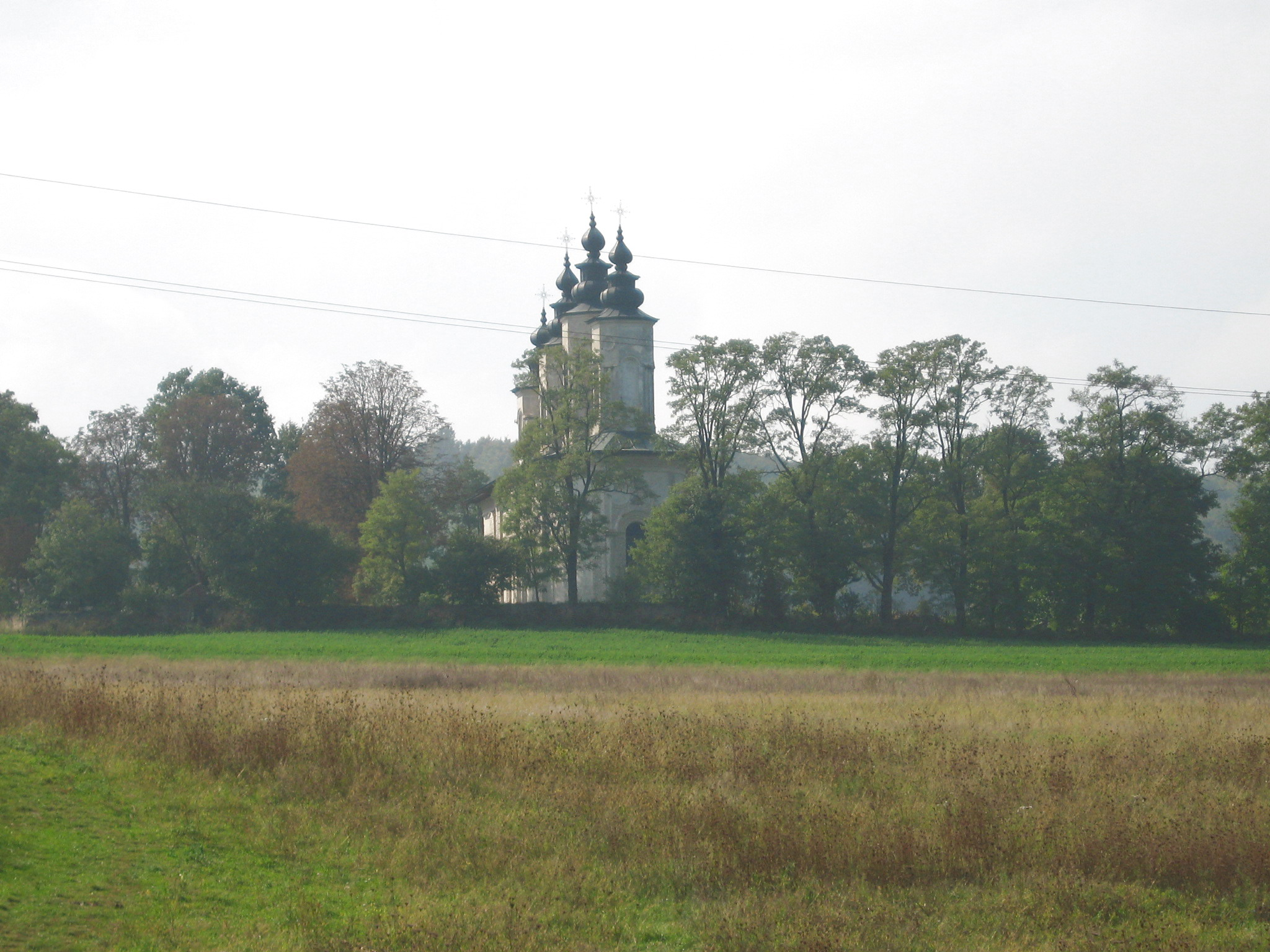
Biserica văzută de la șosea
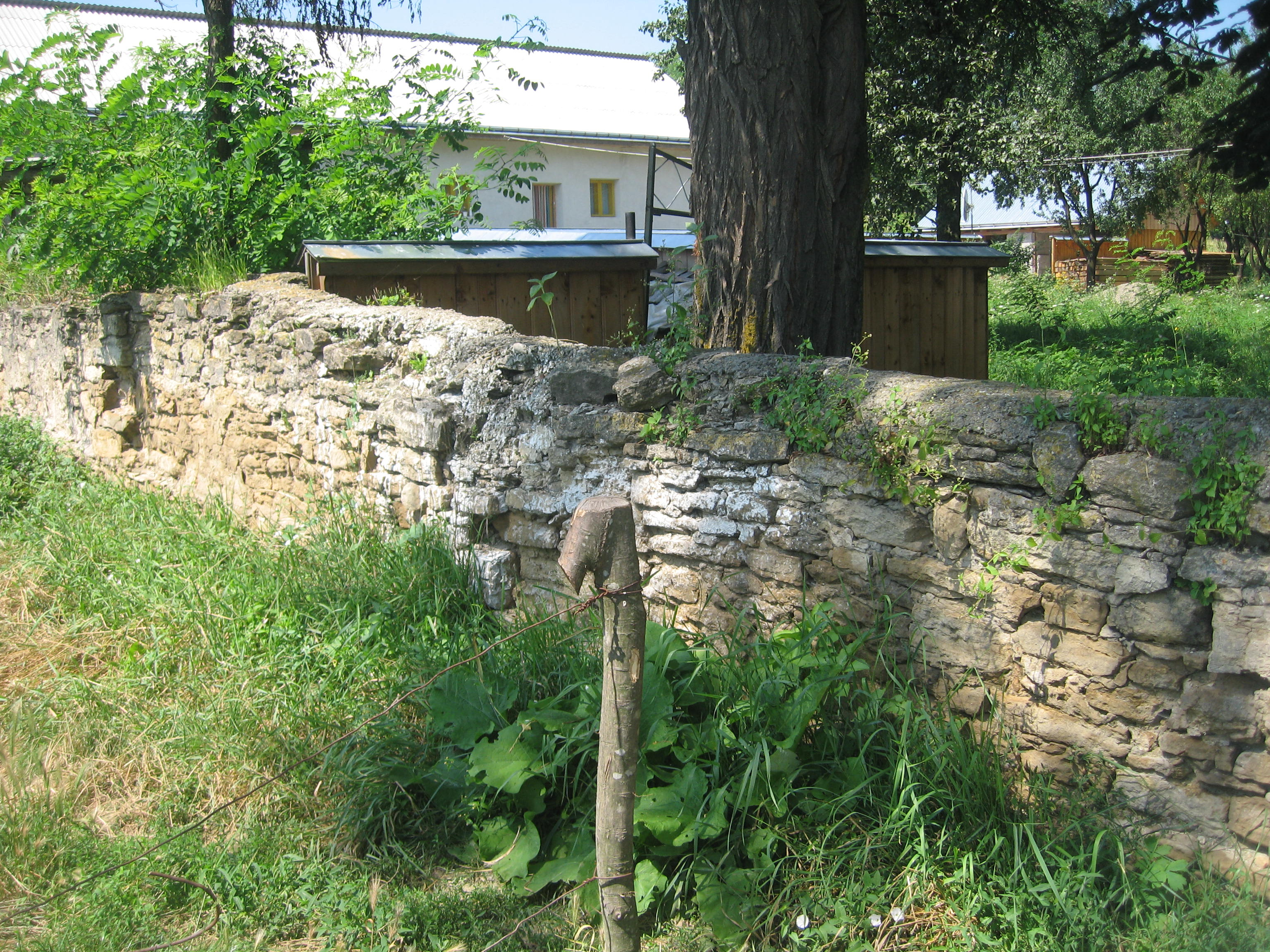
Fragment din zidul de incintă
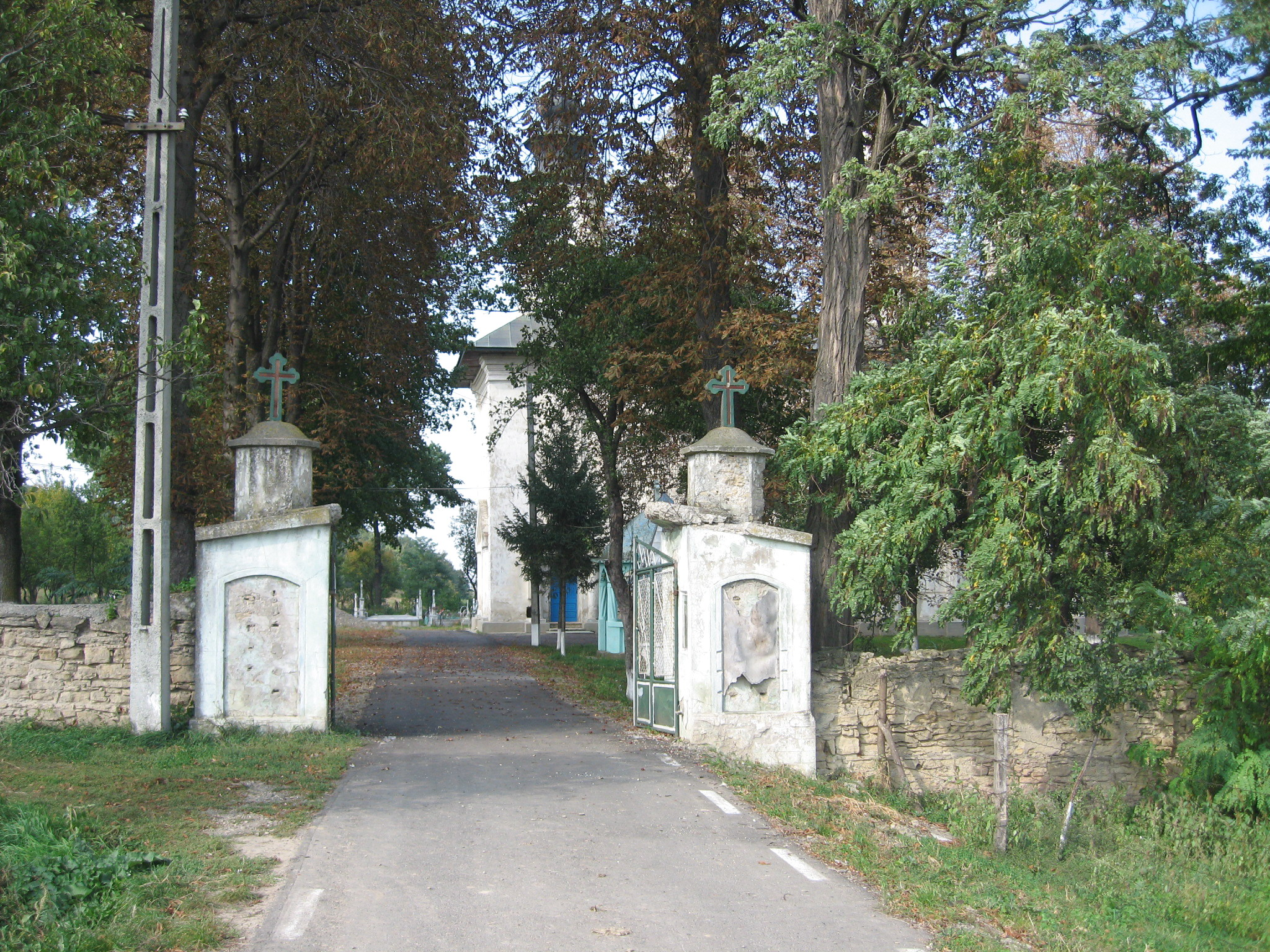
Intrarea în curtea bisericii
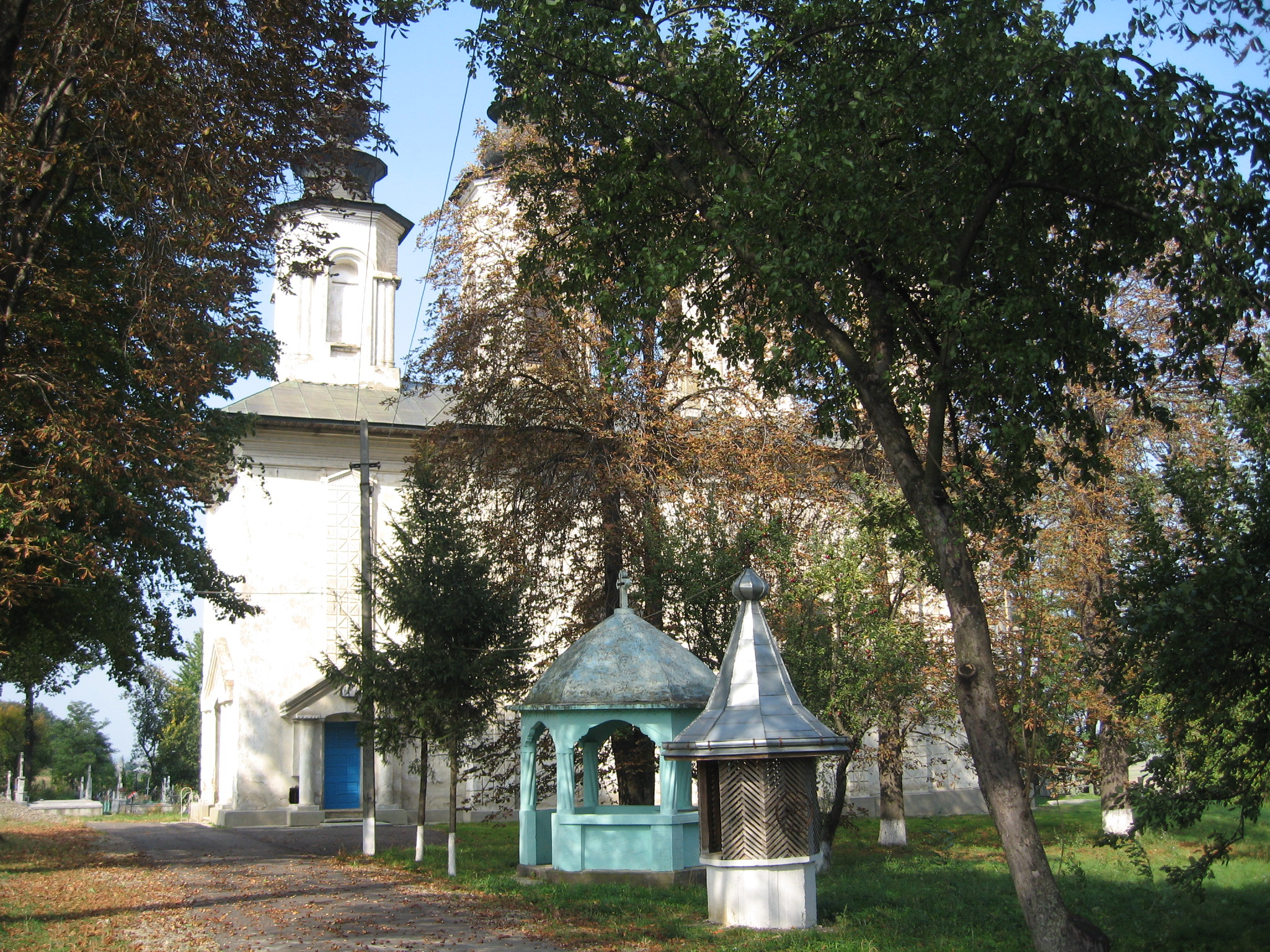
Biserica văzută dinspre sud
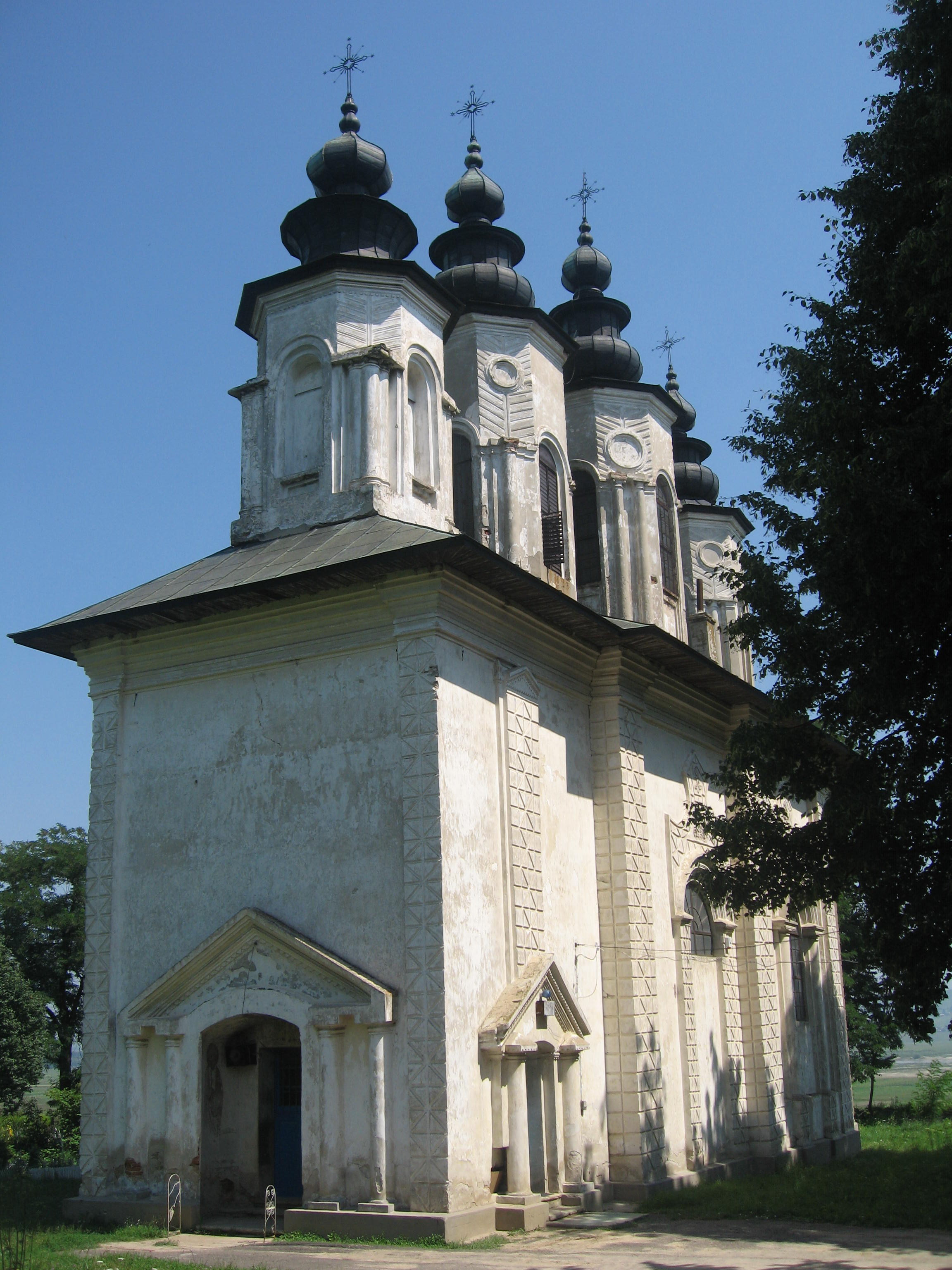
Vedere dinspre vest
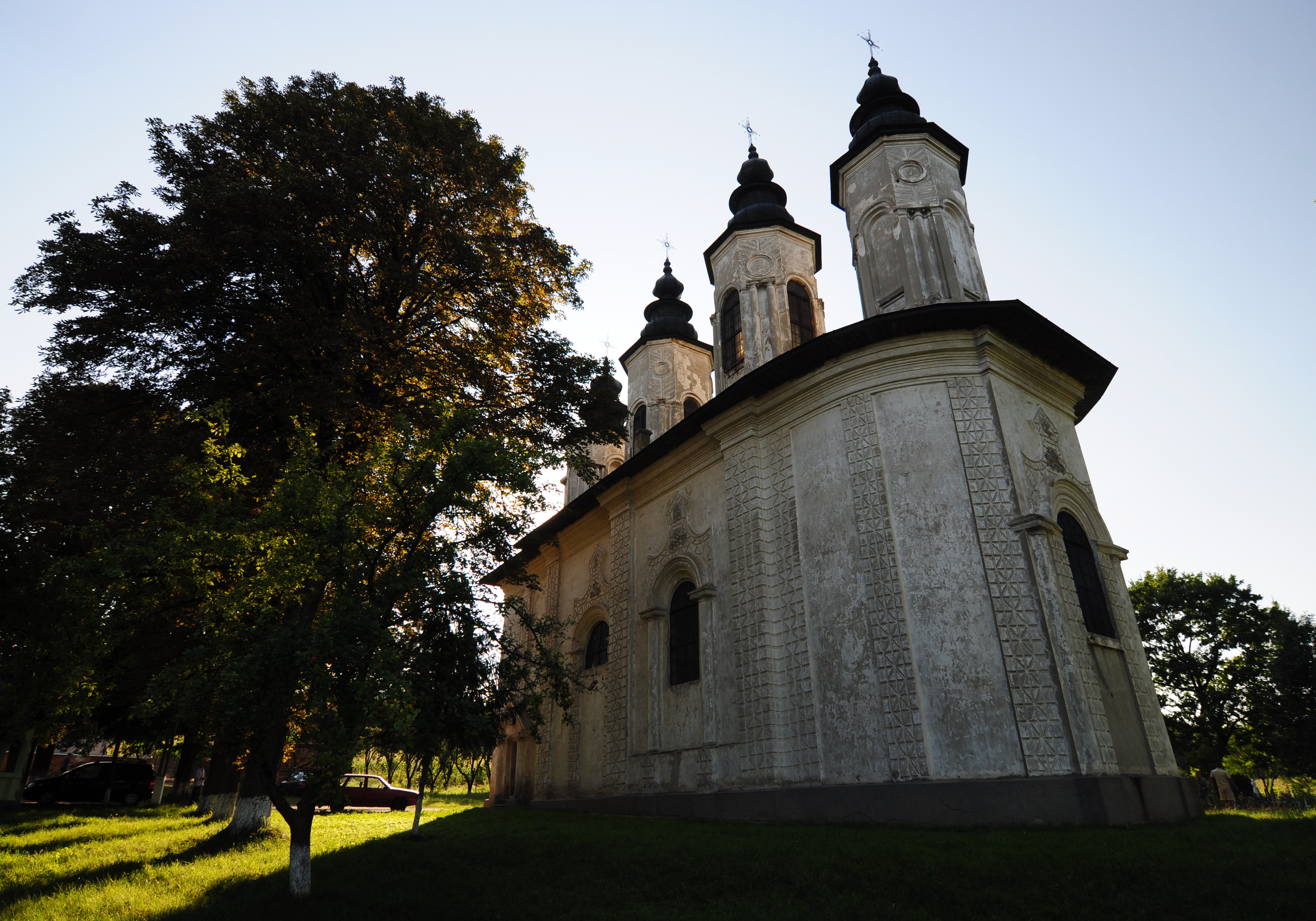
Biserica văzută dinspre sud-est
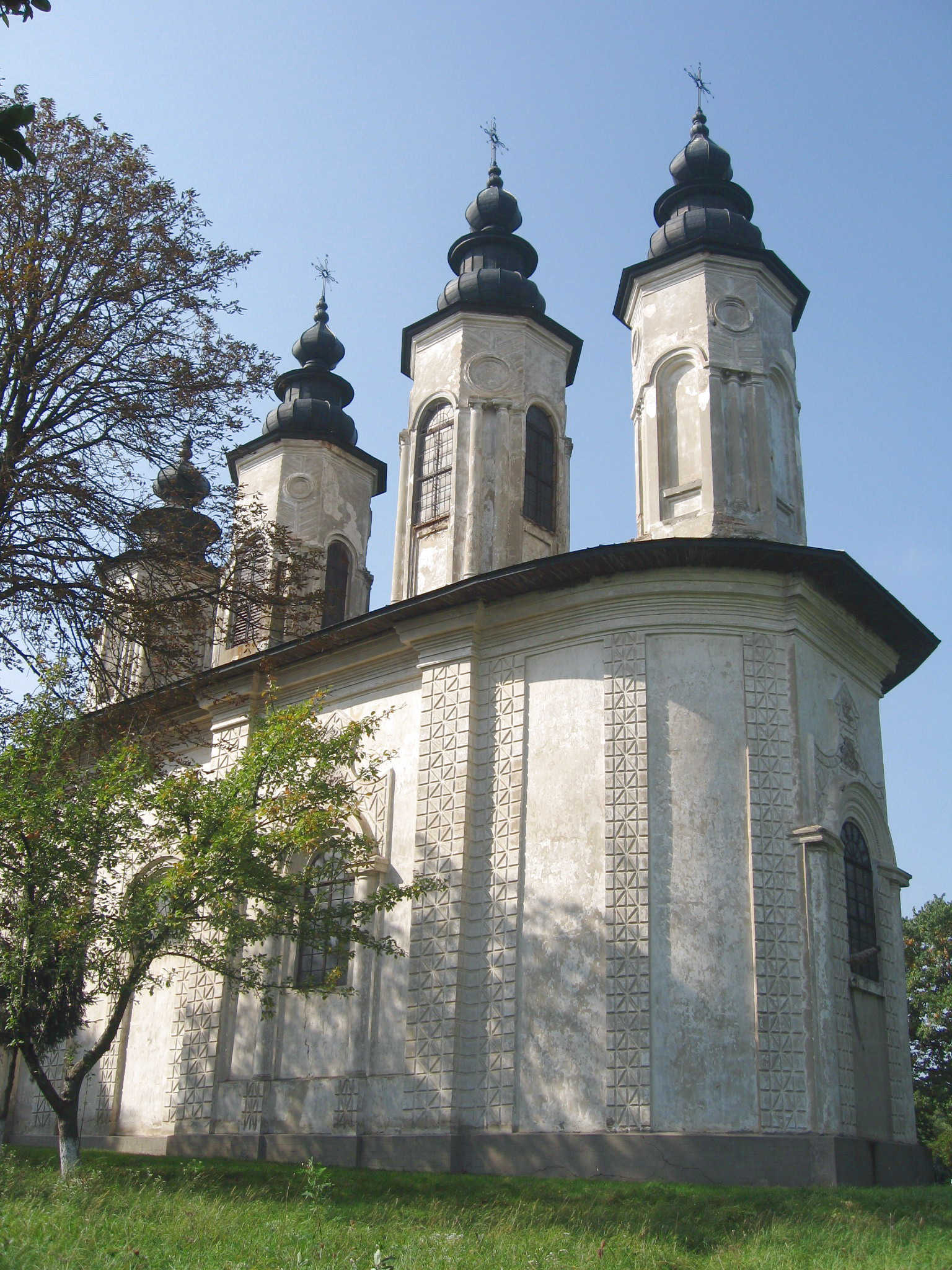
Biserica văzută dinspre sud-est
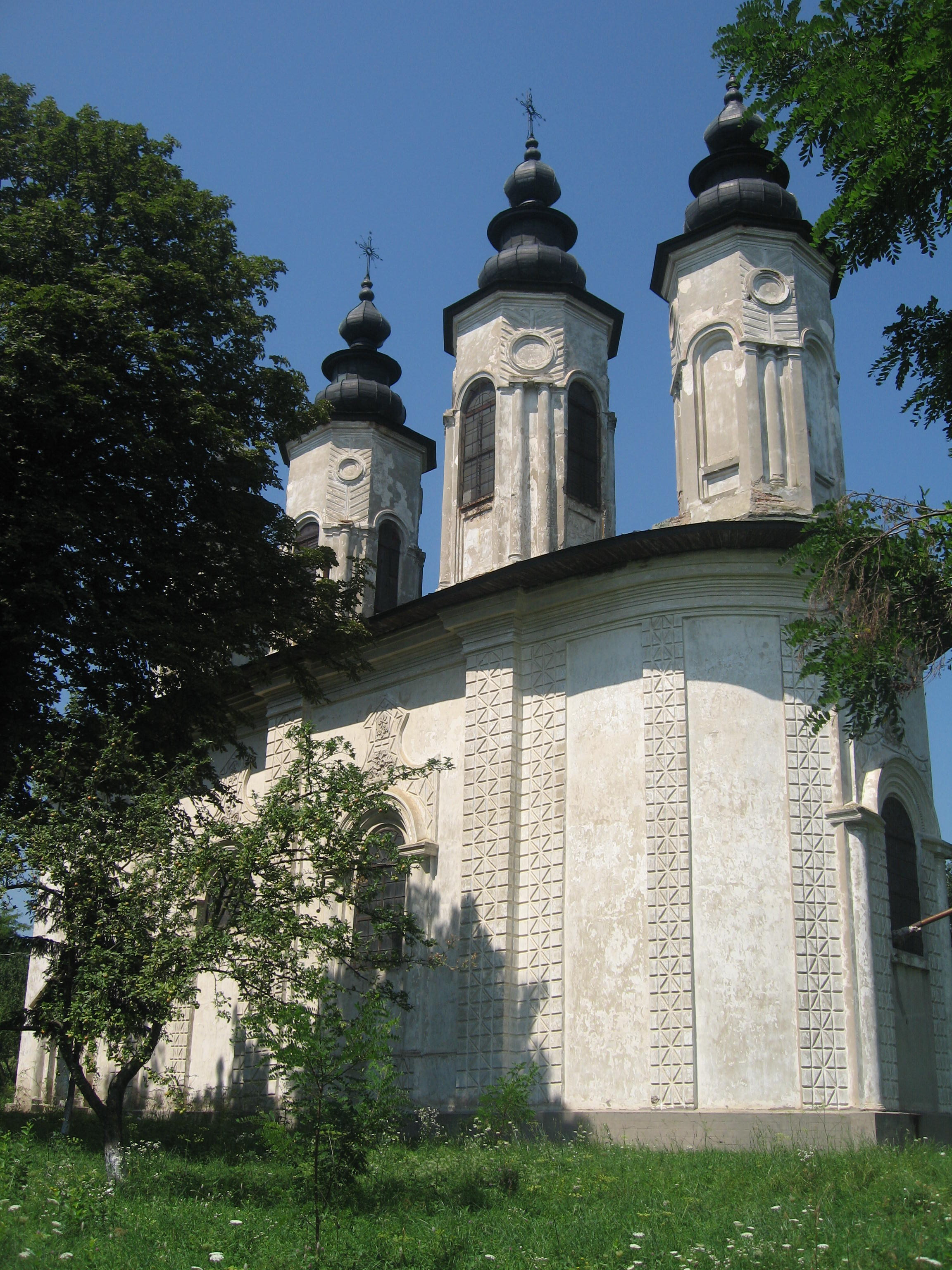
Biserica văzută dinspre sud-est
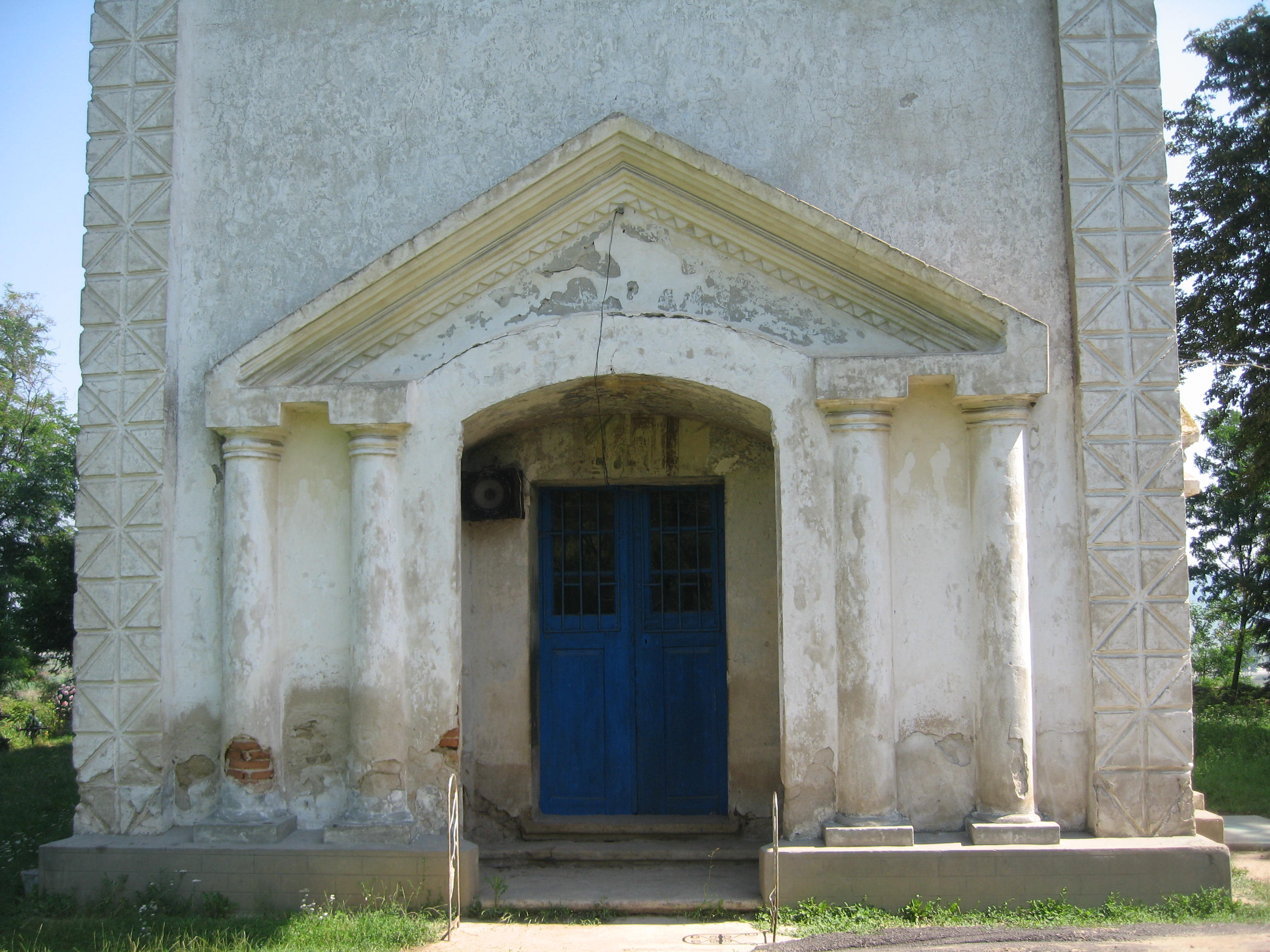
Portalul de intrare de pe latura vestică
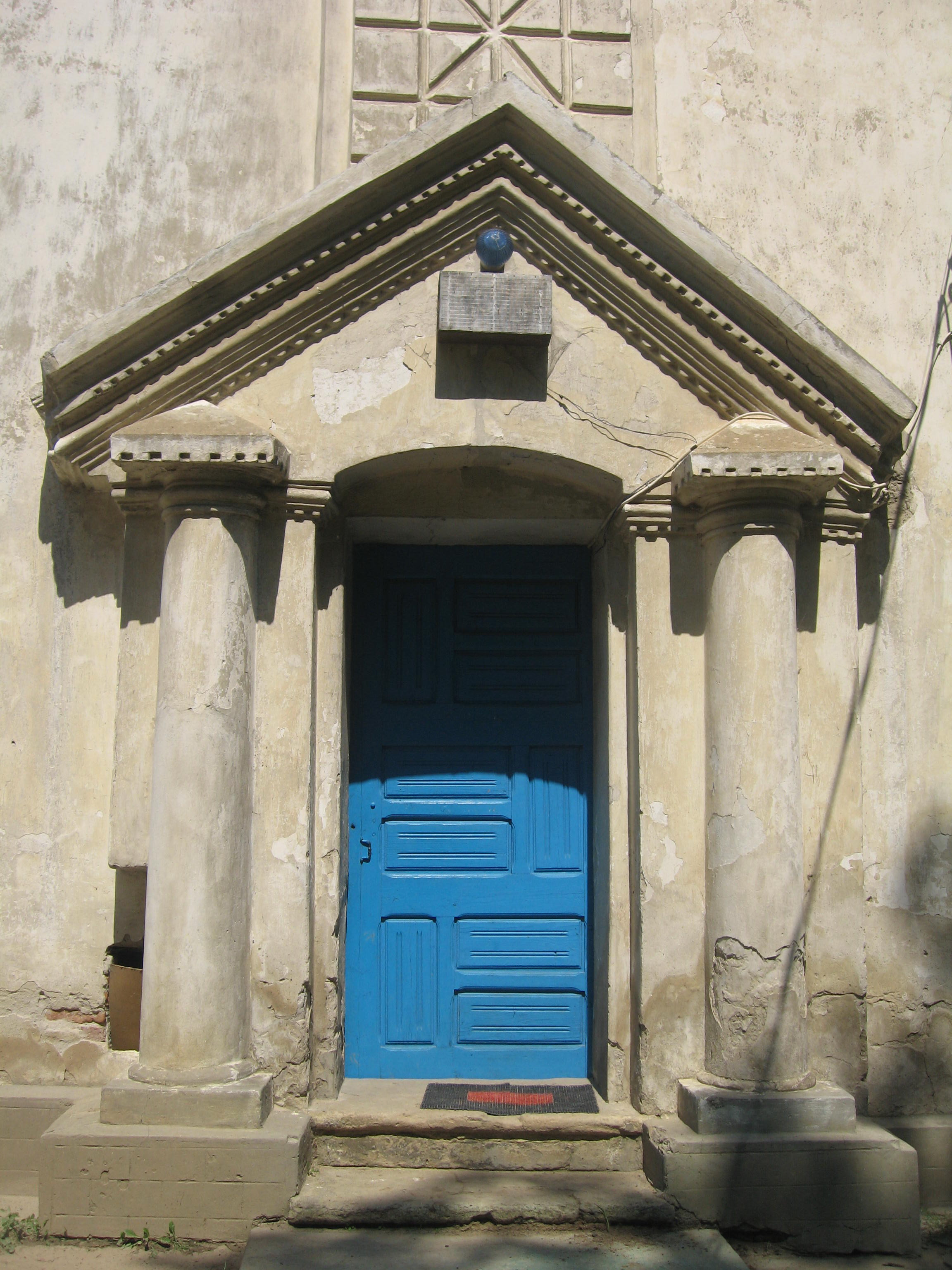
Portalul de intrare de pe latura sudică
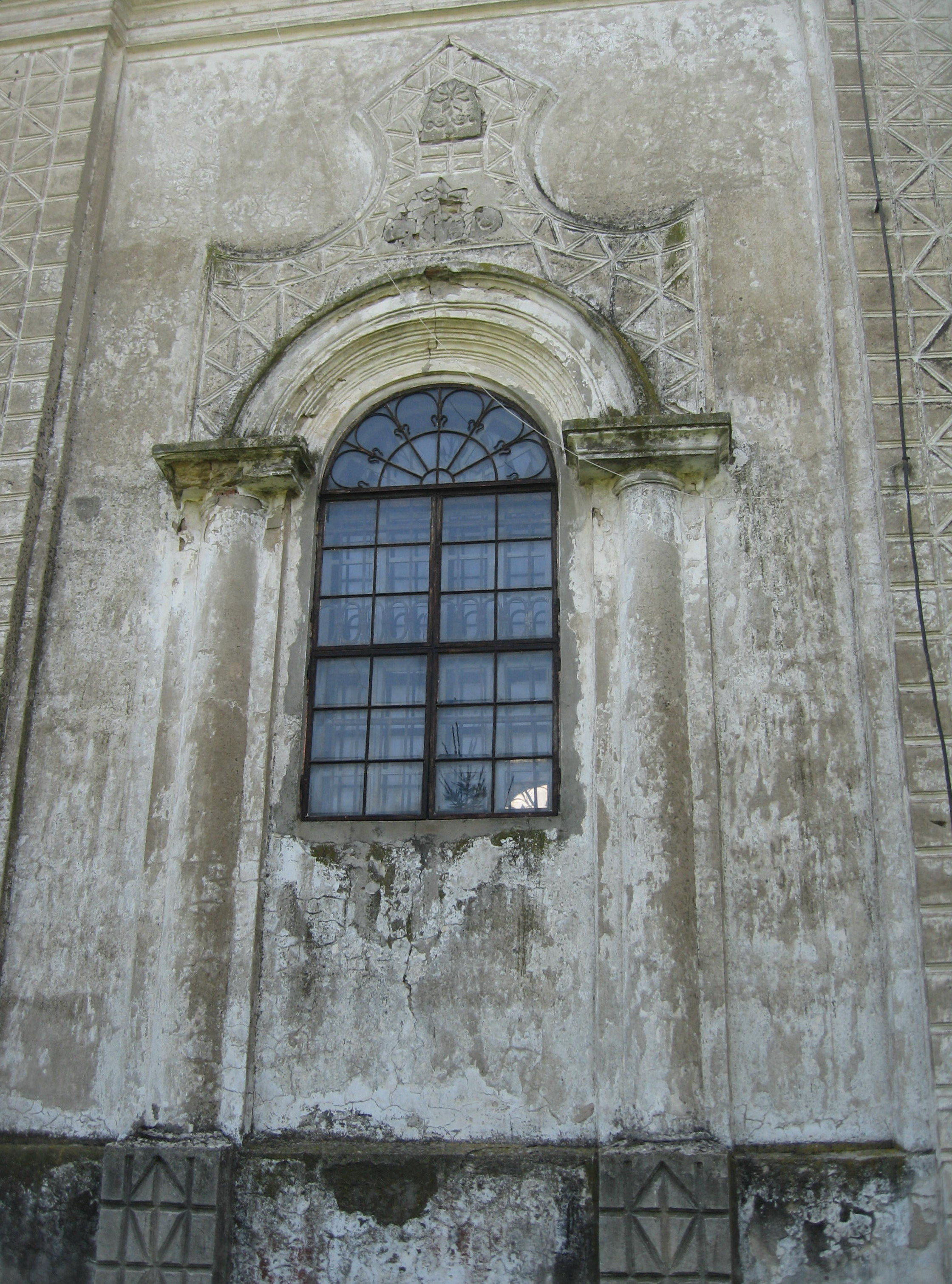
Fereastră
Zidul de incintă are pe partea de est o poartă de ieșire
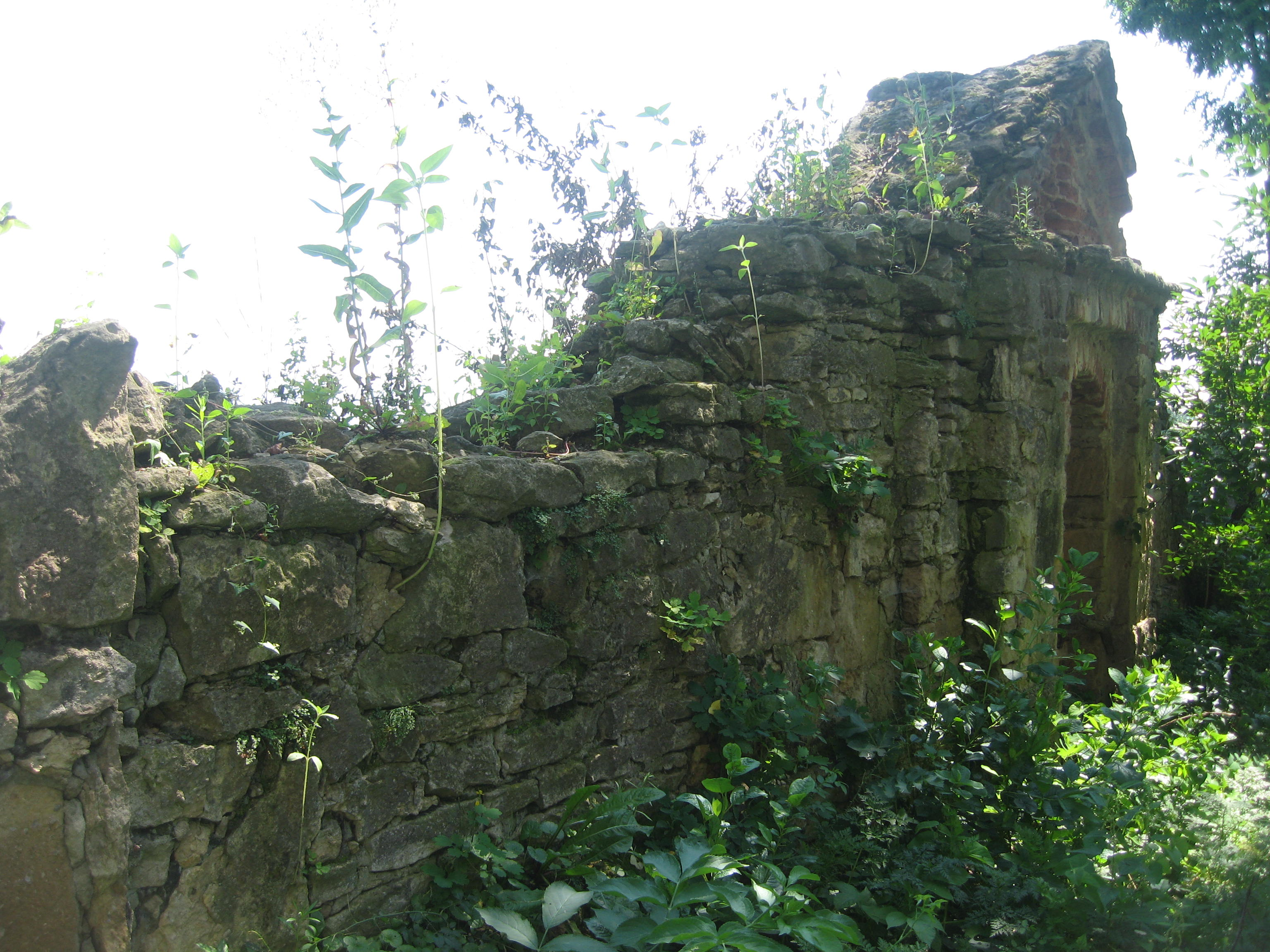
Poartă de ieșire de pe latura de est a zidului de incintă
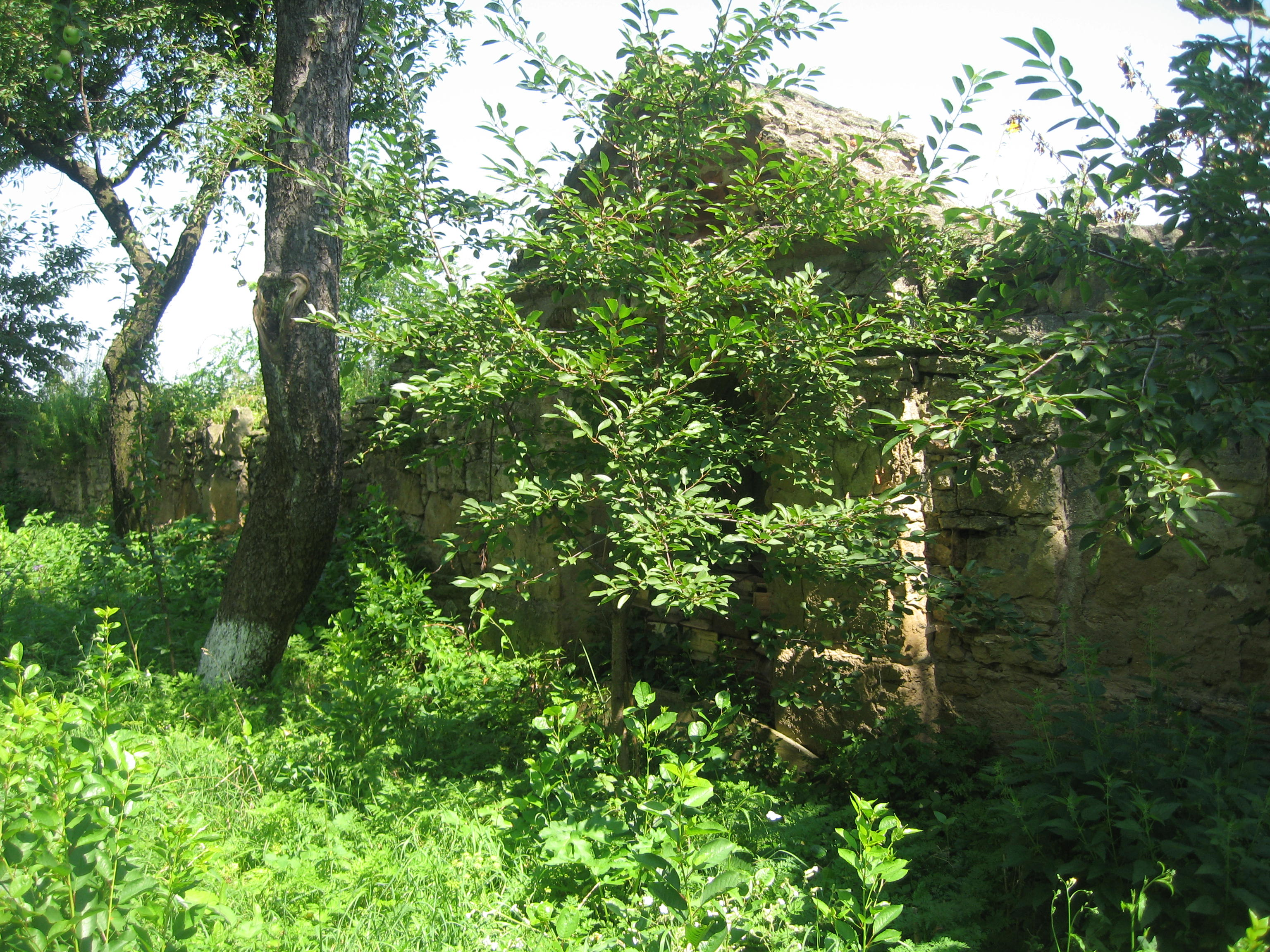
Poartă de ieșire din curtea bisericii
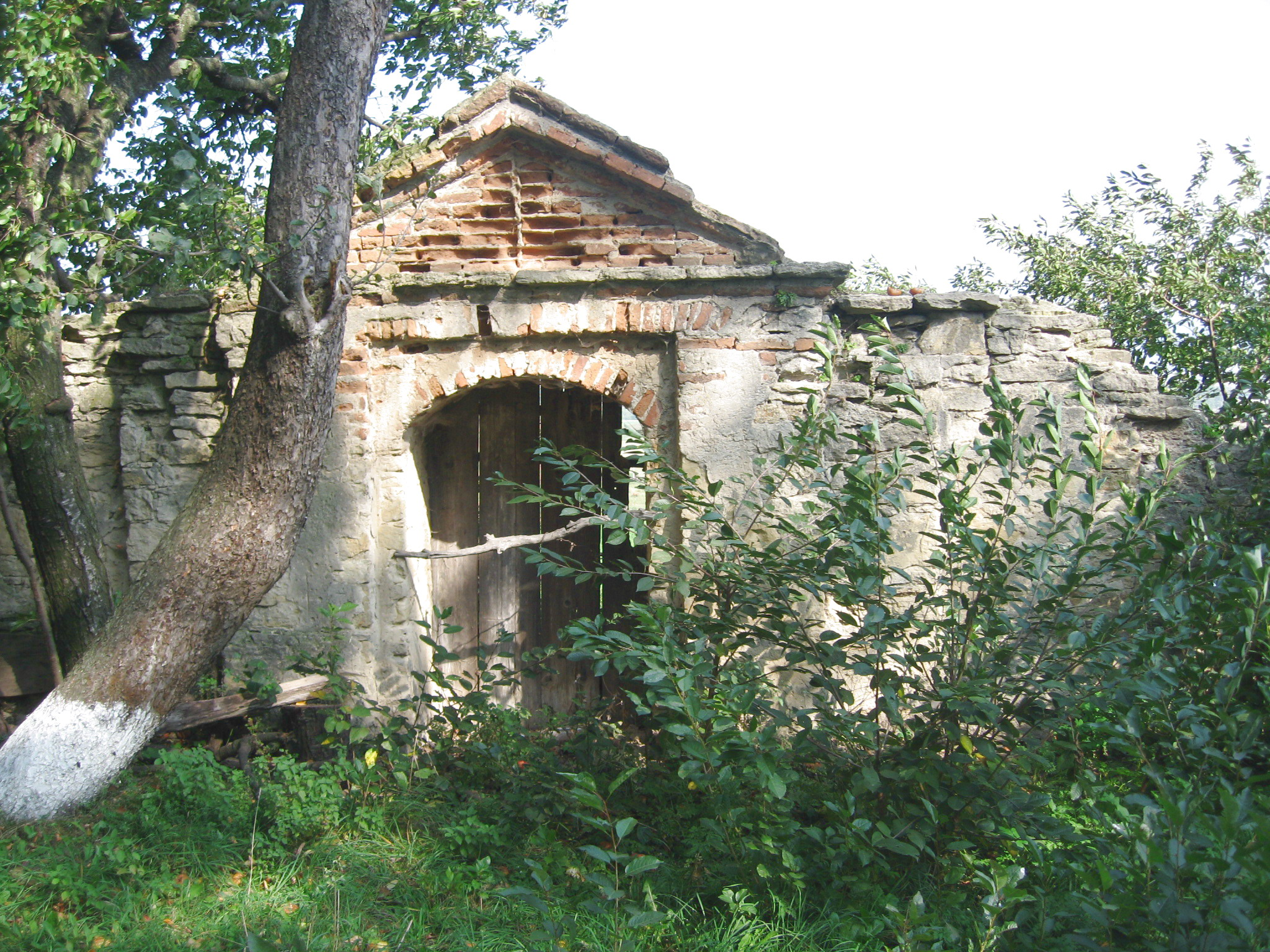
Poartă de ieșire din curtea bisericii
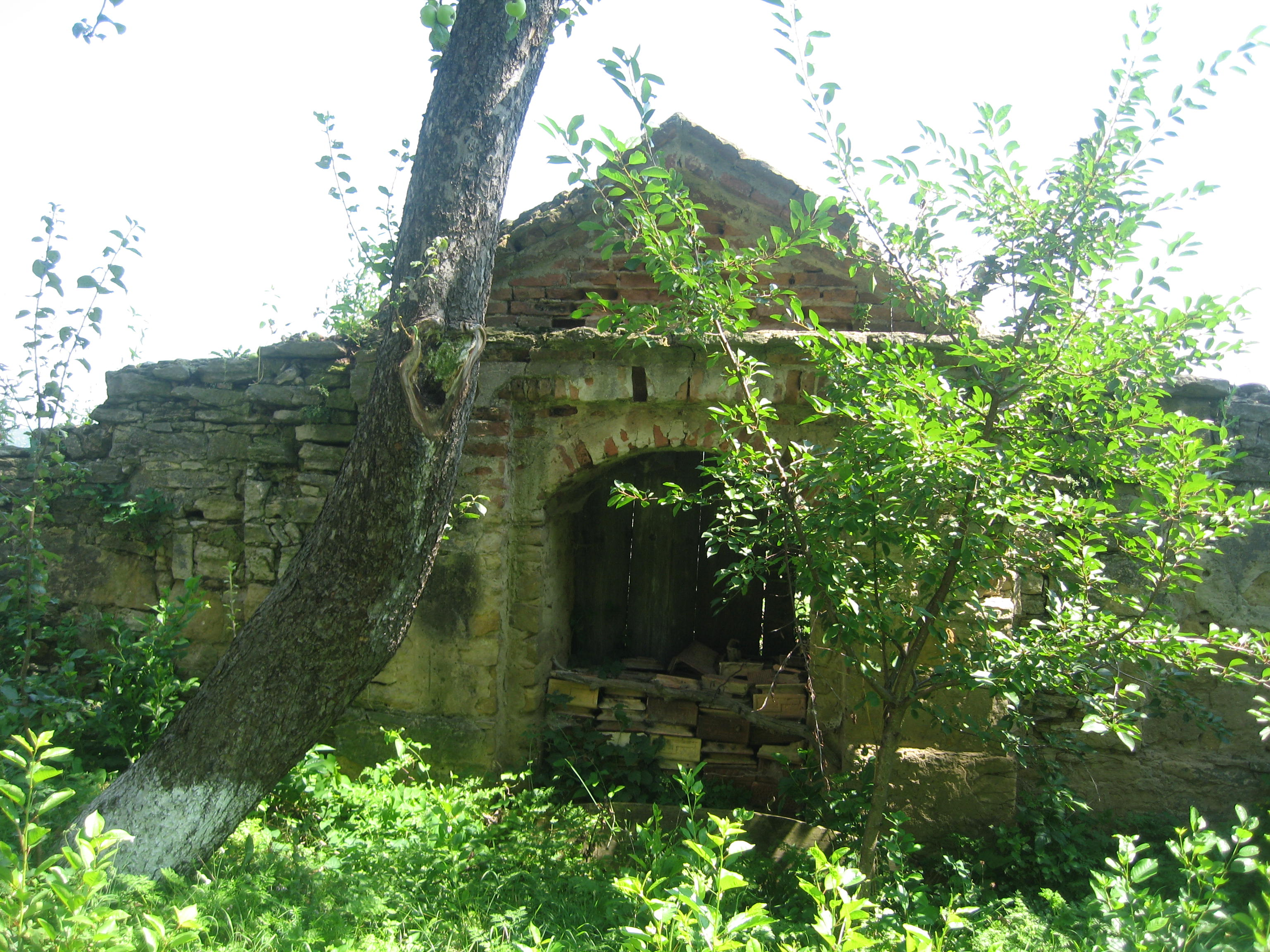
Poartă de ieșire din curtea bisericii
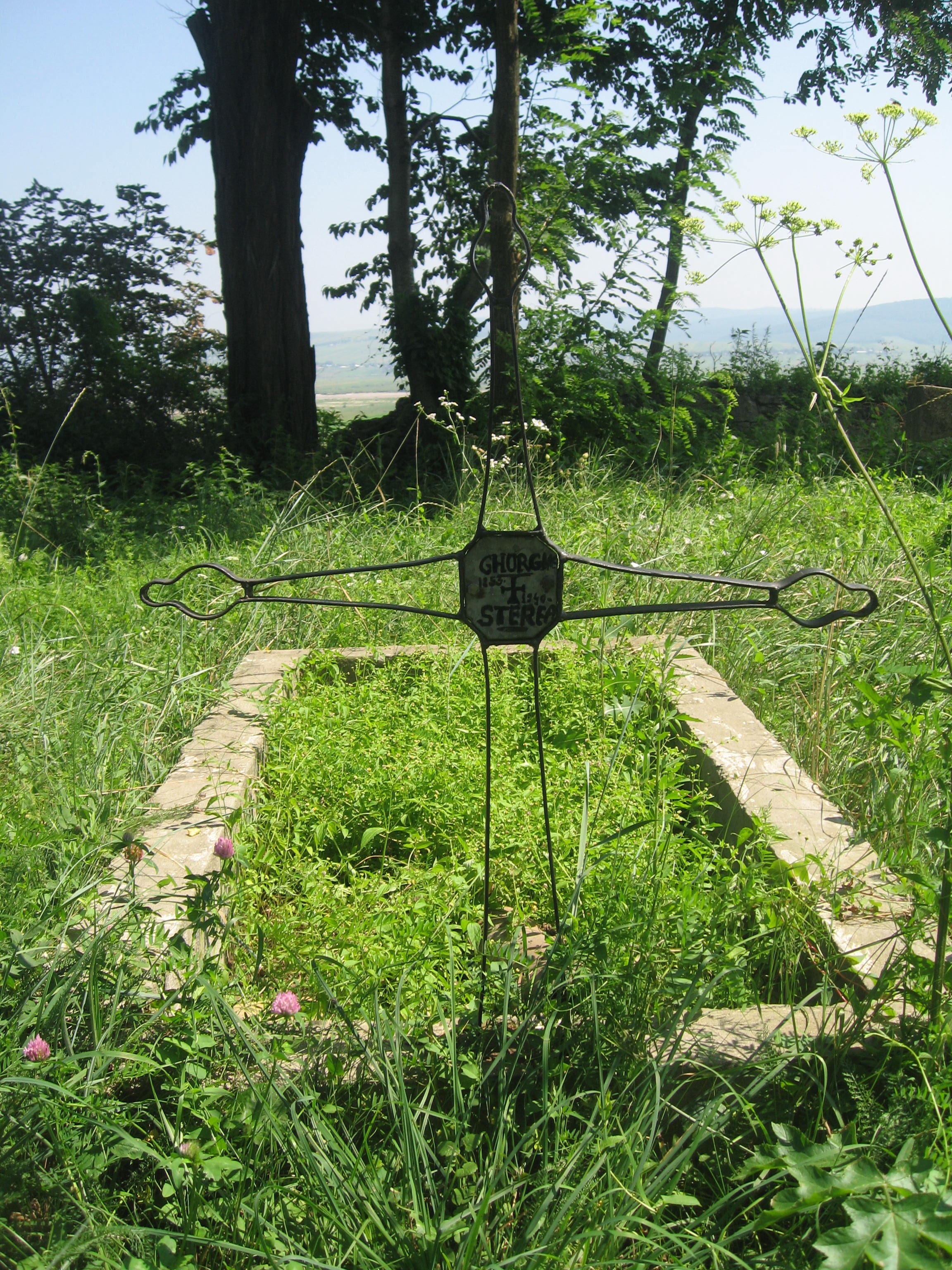
Mormântul boierului Gheorghe Sterea (1853-1940)